# Human Entertainment
Human Corporation (japanska: ヒューマン株式会社 Hepburn: Hyūman kabushikigaisha?) var ett japanskt datorspelsutvecklingsföretag som grundades 1983. Företaget producerade spel för ett antal plattformar, inklusive tvspelkonsoler, bärbara konsoler och PC. Human Entertainment gick i konkurs år 2000 och upplöstes. Dess tidigare medlemmar fortsatte att bilda nya företag inklusive Nude Maker, Sandlot, Spike och Grasshopper Manufacture

### Fotnoter
1. ↑  hämtat från: engelskspråkiga Wikipedia.[källa från Wikidata]